# Bahnstrecke Sirt–Bengasi

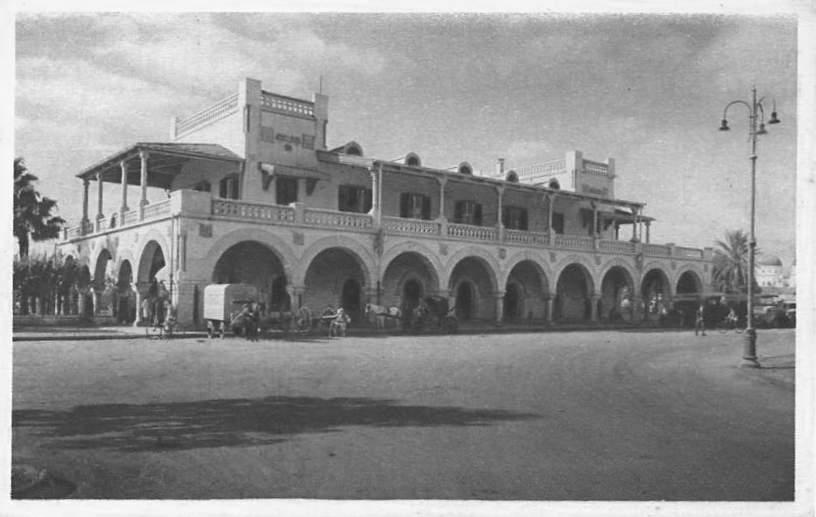
Hauptbahnhof von Bengasi in den 1930er Jahren

Die Bahnstrecke Sirte–Bengasi ist ein zweigleisiges und 554 Kilometer langes Eisenbahnbauprojekt in Libyen. Die Arbeiten wurden 2008 begonnen und 2011 unterbrochen. Die Strecke soll im Endausbau die Städte Sirte und Bengasi, die zweitgrößte Stadt des Landes, verbinden.

## Verlauf
Die Strecke soll parallel zur Mittelmeerküste und Großer Syrte errichtet werden. Der Oberbau ist laut Planung auf 250 km/h ausgelegt, eine Geschwindigkeit, die aber erst erreicht werden kann, wenn die Elektrifizierung erfolgt, die aber erst in einem zweiten Schritt vorgesehen ist. Zu Beginn sollte der Betrieb daher mit Diesellokomotiven abgewickelt werden und mit einer Höchstgeschwindigkeit von 160 km/h.
Die neue Strecke soll neben ihren beiden Endpunkten auch die Städte as-Sultan, an-Nufalija, Ben Dschawad, as-Sidr, Ra's Lanuf, al-Agheila und Brega (al-Burayqah), Adschdabiya, as-Suitina, al-Magrun, Qaminis erschließen. Insgesamt soll sie sechs größere Bahnhöfe und weitere Halte aufweisen.
Die Strecke stellt die Fortsetzung der Bahnstrecke Ras Ejder–Sirt dar, der Verbindung von der tunesischen Grenze bei Ras Ejder über Tripolis nach Sirte. Beide Strecken sind Bestandteil einer künftig Nordafrika querenden Eisenbahnverbindung von Marokko bis Ägypten.

## Stand der Arbeiten
Die Detailplanung, inklusive Bahnhöfe, Zufahrtsstraßen und Bahnübergänge wurde an Bernard Ingenieure ZT GmbH vergeben. Der Bauauftrag für die 554 km lange Strecke wurde 2008 an die RŽD vergeben, die am 30. August 2008 mit den Arbeiten begann. Im März 2010 waren 14 km Strecke fertiggestellt. Weitere zwei Jahre sind für den Bau vorgesehen. Bei General Electric sind 16 Diesellokomotiven für den späteren Betrieb bestellt, die bis 2011 gebaut werden. 3500 Arbeiter aus Libyen und Russland sollen bei dem Projekt eingesetzt werden. Die Kosten sollen 2,2 Milliarden Euro betragen. Im Umfeld des künftigen Güterbahnhofs Ra's Lanuf wurden 400 Wohneinheiten für Baupersonal errichtet. Mit dem Ausbruch des Aufstandes in Libyen wurden die Arbeiten im Februar 2011 unterbrochen und sämtliches ausländisches Personal vom russischen Zivilschutzministerium auf dem Seeweg evakuiert. Eine Wiederaufnahme der Arbeiten ist laut einem Medienbericht geplant.